# إيرنيستو هرنانديز
إيرنيستو هرنانديز (بالإسبانية: Ernesto Hernández Oncina) (26 يوليو 1985 بمونتفيدو في الأوروغواي - ) هو لاعب كرة قدم أوروغواني في مركز حراسة المرمى. لعب مع أتليتيكو هويلا وبنيارول وديبورتيفو كالي وريفر بليت والتانك سيلي وGimnasia y Tiro ‏ وإنستيتوسيون أتلتيكا سود أمريكا ‏ ونادي يونياوتيونوما.

## وصلات خارجية
- إيرنيستو هرنانديز على موقع قاعدة بيانات كرة القدم.إي يو (الإنجليزية)
- إيرنيستو هرنانديز على موقع Soccerway.com (الإنجليزية)
- إيرنيستو هرنانديز على موقع AS.com (الإسبانية)